# .kp
.kp va ser establert com el domini de primer nivell territorial (ccTLD) reservat per Corea del Nord i creat el 24 de setembre de 2007. Està delegat al Centre de Computació de Corea del país, encara que els servidors DNS estan a càrrec d'una empresa a Alemanya.

## Utilització
Des del 2012 queden relativament pocs llocs amb el domini .kp. ja que l'accés a Internet a Corea del Nord és molt limitat, els llocs web .kp en la seva majoria es dirigeixen a un públic estranger. Alguns dels llocs web amb aquest domini són:
- El portal oficial del govern de Corea del Nord Naenara a: http://naenara.com.kp Arxivat 2013-04-29 a Wayback Machine.
- El web del Comitè per a les Relacions Culturals amb els Països Estrangers a: http://www.friend.com.kp Arxivat 2012-08-15 a Wayback Machine.
- El web del Fons d'Educació de Corea a: http://www.koredufund.org.kp
- El web de l'Agència Telegràfica Central de Corea a: http://www.kcna.kp
- El web de l'edició digital del diari Rodong Sinmun a: http://www.rodong.rep.kp
- El web de l'estació d'ona curta La veu de Corea a: http://www.vok.rep.kp

Anteriorment, el domini .kp va estar a càrrec del Centre de Computació de Corea. Un gran nombre de pàgines web .kp van ser rebudes també per CCC Europa a Alemanya. Però des del 2012, la gestió del domini .kp ha estat transferida a la joint venture Star fundada a Pyongyang. La majoria dels llocs web .kp (com tots els enumerats anteriorment) ara també estan allotjats dins de Corea del Nord.